# Файнс, Роджер
Роджер Файнс (англ. Roger Fiennes; 1384 — 1449) — английский рыцарь, участник Столетней войны, главный шериф Сассекса и Суррея (1423, 1434—1435), главный стюард герцогства Ланкастер (1441—1447).

## Биография
Был сыном сэра Уильяма Файнса, шерифа Сассекса и Суррея и его жены Элизабет Баттисфорд; был крещён 14 сентября 1384 года в Херстмонсо.
После смерти отца в 1402 году унаследовал его владения и стал королевским подопечным, увеличив своё влияние. В январе 1407 года после смерти бабушки со стороны матери унаследовал её поместья, значительно увеличив свои владения. В 1411 году он заложил свои поместья соседним феодалам, которые владели его землями в течение года.
В 1412 году он был посвящён в рыцари, через три года принял участие в битве при Азенкуре, которая закончилась победой англичан под командованием короля Генриха V. В 1417 году участвовал в завоевании Нижней Нормандии, где участвовал в осадах Руана и Лувье, которые закончились взятием этих городов.
После возвращения в Англию в феврале 1421 года, в апреле того же года он был назначен хранителем Портчестерского замка, которым был до конца жизни. В феврале 1423 года был назначен главным шерифом Сассекса и Суррея, должность которого занимал в течение девяти месяцев. В марте 1425 года отправился во Францию, где в течение полугода служил под командованием Джона Ланкастерского.
В феврале 1430 года входил в свиту короля Генриха VI и присутствовал на его коронации в качестве короля Франции. Со временем он стал одним из влиятельных дворян при дворе, занимая несколько должностей, в том числе и должность королевского казначея. Работая на этой должности, ему предоставлялось право аренды земель, принадлежащих монастырю, но его злоупотребления с письмами, которые позволяли конфискацию земель и имущества монастыря в Огборне, привели к его отстранению, но при этом он сохранил должность казначея.
В 1439 году он вернулся в парламент, где занимался финансовыми вопросами. В феврале 1441 года добился от короля разрешения на строительство замка в Херстмонсо, который был построен на военные трофеи. В июне 1441 года он получил должность главного стюарда герцогства Ланкастер, должность которого занимал до декабря 1447 года, пока не ушёл в отставку с этой должности. Помимо этого он дважды избирался в парламент, где участвовал в заседаниях Палаты общин.
Скончался в 1449 году в возрасте 64 лет; его завещание было подтверждено в ноябре 1449 года. 

## Семья
Был женат на Элизабет Холланд, дочери сэра Джона Холланда и его второй жены леди Маргарет; у супругов было трое детей:
- Ричард Файнс (1415 — 25 ноября 1483), 7-й барон Дакр (1458–1483) по праву жены;
- Сэр Роберт Файнс;
- Леди Маргарет Файнс, вышла замуж за сэра Николаса Кэрью из Беддингтона.